# Foutaises
 (juillet 2025).
Pour plus de détails, voir Fiche technique et Distribution.
Foutaises est un court-métrage français réalisé par Jean-Pierre Jeunet, sorti en 1990.

## Synopsis
Face à la caméra, Dominique Pinon énonce dans le désordre ses « j'aime, j'aime pas » des plus simples aux plus touchants, comme « J'aime pas les barbus sans moustache. J'aime pas l'idée qu'on dort un tiers de sa vie mais j'aime bien l'idée qu'après la mort, ça sera pas pire qu'avant la naissance. »
Jean-Pierre Jeunet réutilisera ce concept dans le film Le Fabuleux Destin d'Amélie Poulain pour la présentation de ses personnages.

## Fiche technique
- Titre : Foutaises
- Réalisation : Jean-Pierre Jeunet
- Scénario : Jean-Pierre Jeunet et Bruno Delbonnel
- Montage : Jean-Pierre Jeunet
- Son : Claire Bernardi
- Musique : Carlos d'Alessio
- Sociétés de production : Zootrope, production artisanale , avec la participation de Claudie Ossard
- Pays d'origine :  France
- Langue originale : français
- Durée : 7 minutes et 30 secondes
- Date de sortie : 1989 (France)

## Distribution
- Dominique Pinon
- Marie-Laure Dougnac
- Chick Ortega
- Diane Bertrand
- Maurice Lamy

## Distinctions
- Prix de la presse, prix Jacques Tati, prix du public au Festival du court métrage de Clermont-Ferrand
- César du meilleur court métrage de fiction en 1991
- Prix du jury, prix Till Eulespiegel au Festival d'Orberhausen
- Prix du public au Festival de Villeurbanne
- Prix du public au Festival de Savigny
- Prix du public au Festival d'Alès